# Арно (река, впадает в Гудзонов пролив)
Арно́ (фр. Rivière Arnaud, англ. Arnaud River, устар. Пейн) — река на севере провинции Квебек (Канада). Средний расход воды — 670 м³/с.

## География

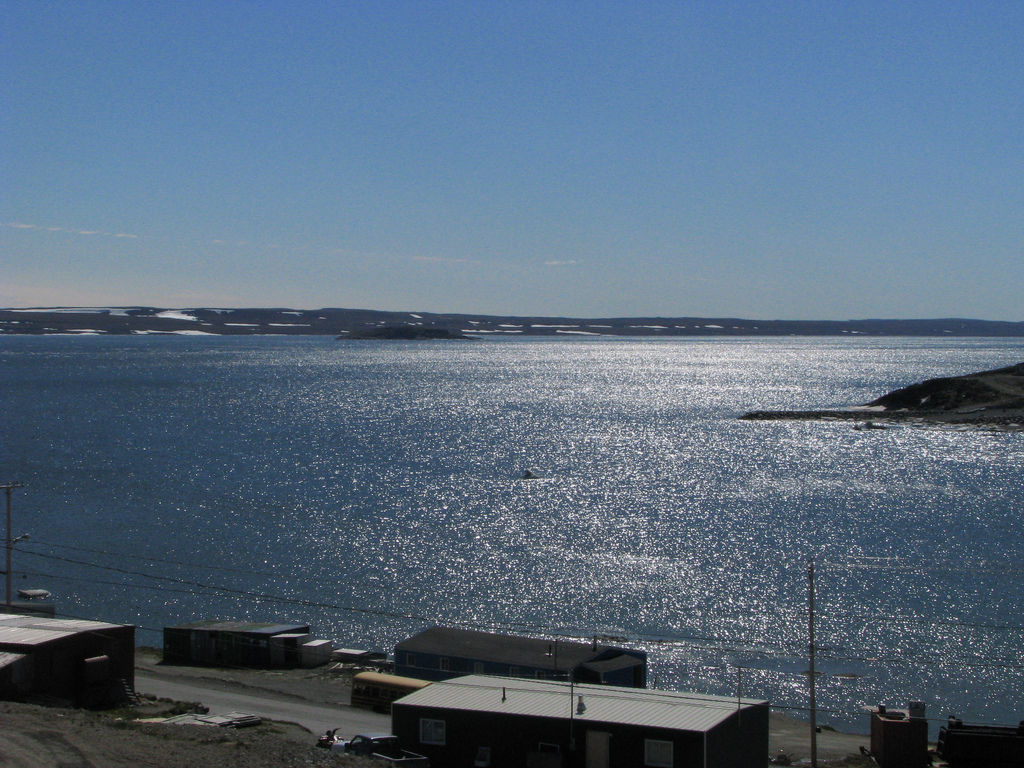
Река Арно в Кангирсуке

Река берёт начало на невысоком плато на полуострове Унгава. Течёт на восток и впадает в бухту Пейн крупного залива Унгава. Имеет довольно большой бассейн и принимает сток от множества озёр, самыми крупными из которых являются Нанте, Клоц, Кутюр и Пейн. Длина реки 377 км. Площадь бассейна реки 49 500 км². На северном берегу бухты Пейн, близ устья реки, расположен инуитский посёлок Кангирсук (прежние названия Пэйн-Бей, Франсис-Бабель, Беллин и Кангиксук).

## Климат
Климат — приполярный высоких широт. Река свободна от льда только очень короткий летний период, но и летом среднесуточная температура низкая (около 7 °C).